# Gorenja Nemška vas
Gorenja Nemška vas je naselje v občini Trebnje.
Gorenja Nemška vas je gručasto naselje zahodno od Trebnjega na nizki vzpetini z razgledom po bližnji okolici. Svet okoli vasi je razgiban in valovit, proti jugovzhodu pa se počasi spušča proti Temenici. V bližini vasi so njive V ogradah, Studenčne njive, v Laniščah, Pod cesto, V griču, in Na rebri, ob Temenici pa se razprostirajo zamočvirjeni travniki. Na rebri, V kotlu, v Debelem hribu in v Bukovju so obsežni gozdovi, v preteklosti pa je bila sredi vasi z vodo napolnjena kotanja Luža, kjer so napajali živino. V plitvi dolini na severovzhodni strani je izvir Studenčne, ime vasi pa spominja na nemške koloniste, ki so jih tu naselili v 14. stoletju Ortenburžani. V bližini je bilo odkrito tudi grobišče iz rimske dobe.